# 奇点迫近
《奇点臨近》（英語：The Singularity Is Near: When Humans Transcend Biology）是美國作家、發明家和未來學家雷蒙德·库茨魏尔的关于未来学的著作，于2005年出版；奇點指的是技術奇異點。
簡體中文译著由机械工业出版社于2011年10月1日出版发行。

## 書中對未來科技的預測

### 2010年
- 超級電腦的運算能力將會跟人腦相同（雖然這時候的人工智慧軟體尚無法達成人腦的智慧）。
- 不會有一個單一物品被叫做電腦，也就是說許多電腦將會和生活用品相結合。
- 虛擬實境技術將可以讓使用者完全沉浸在真實的視覺和聽覺的體驗。

### 2010年代
- 電腦會越來越小，然後和生活結合的越來越緊密。
- 越來越多的電腦可用作小型的網路伺服器，它們的資源將可以被雲端運算所使用。
- 在幾乎任何地方都可以和高品質寬頻網際網路連接。
- 頭戴式投影鏡片可以將影像直接投射在使用者的眼睛，帶動了虛擬實境的發展。這些裝置通常也會有麥克風和耳機，提供使用者語音服務。同時也可依造使用者所在的位置提供及時的廣告資訊服務。
- 虛擬實境眼鏡內建的電腦可以提供虛擬助理的服務，它可以幫助使用者處理日常雜務。
- 虛擬助理可以提供多樣的服務，即時口譯是其中最有用的服務之一，可以將他人所說的外國語言即時地翻譯並且將譯文顯示在鏡片上。
- 手機將會直接內建在衣服上，可以直接將聲音傳送到使用者的耳內。
- 廣告商可以將聲音直接聚焦在特定的地點，這項科技藉由兩束超音波將聲音直接投射在想要的地點。

### 2014年
- 自動吸塵器將會到處可見。

### 2018年
- 一千美元所能買到的電腦記憶體容量將達到10（Terabits，相當於1013位元)，這大約是一顆人腦的容量。

### 2020年
- 個人電腦將會擁有和人腦相同的資訊處理能力。

### 2020年代
- 小於一百奈米的電腦變成可行。
- 奈米機器將會實用化，並且被用在醫療上面。
- 先進的醫療用奈米機器人將可以在活人身上執行腦神經掃描的功能。
- 因為可以執行活體的大腦精確掃描，所以能夠精確模擬整顆大腦。而人腦的運作也可以被理解。
- 在2020年代末，奈米機器將能夠進入血管內供給細胞營養並且排出廢物。這些奈米機器將能夠與人類共生，並協助人類轉換成改造人（Cyborg，又譯為賽博格）。
- 在2020年代晚期，奈米科技製造技術將會被廣泛使用。並且從根本上改變人類的經濟，所有物品都能夠直接從原始的原料直接轉換，幾乎不用額外的成本，唯一的成本變成產品設計圖的下載時間。
- 同樣在這個年代晚期，虛擬實境將會進步到和真實無異。
- 基因工程所產生的基改細菌的威脅已經消失，因為奈米機器人更耐用、更聰明而且更實用。
- 在2029年，第一台通過圖靈測試的電腦出現了，代表強人工智慧已經可以思考，第一代的人工智慧可能是由前面提到的人腦掃描和模擬技術所達成。

### 2025年
- 最有可能發生奈米科技爭論的一年。
- 某些軍用無人飛行機和路面載具將會完全由電腦控制。

### 2030年代
- 意识上传具有可行性。
- 奈米機械將可以直接注入腦部並和腦細胞互相溝通，因而可以不借助外部設備就可能達成真正的沉浸式虛擬實境。外部的神經刺激也可以被攔截，只留下想要的虛擬實境神經刺激。
- 腦袋的奈米機械也可以直接得知使用者的情緒反應。

### 2040年代
- 人體3.0（库茨魏尔這麼稱呼）誕生。它不具有固定的外表，而且可以藉由類似噴霧的奈米科技（「萬用霧水」）改變外表，人體器官也將由性能優秀的人工器官接管。
- 人們將把他們大部分的時間花在完全沉浸式的虛擬實境，就像是電影中所描述。
- 萬用霧水被廣泛使用。

### 2045：奇點
- 一千美元可以買到的電腦將具有十億顆人腦的運算能力，這代表就算是低階電腦也比一般正常人聰明的多。
- 奇點發生在人工智慧比人類還要聰明、還有能力的時候，科技發展已經由機器接管，機器也可敏捷地思考、行動和溝通，甚至快到正常人無法理解。機器或是那些已經機器化的改造人掌握了全世界，機器進到加速自我反應的迴圈，每一代的人工智慧都會越來越快，並且成指數加快，到了這個時候，科技爆炸性發展，因為人類文明已經被機器所掌握，所以之後的科技發展無法被精確預測。
- 奇點是一個極端跳躍性、改變全球的事件，並且永久改變人類的命運，因為人類和智慧機械無法區分，所以人類絕種將會很困難（但非完全不可能）。

### 2045年之後：智慧宇宙的覺醒
- 電腦電晶體的微縮已經達到物理限制，從這個時候開始，電腦只能夠用更大的體積去獲取更大的計算能力。
- 因為以上的原因，人工智慧將地球上越來越多的物質轉換成具有計算能力的物質，如此就可以產生更大人工智慧，直到地球本身變成一個巨型電腦（但地球上部分地區會被劃為自然保留區）。
- 在這個時候，唯一擴展這個人工智慧生命體的方式就是將宇宙中所有的物質都轉變為具有計算能力的電腦，人工智慧將會以地球為中心向整個宇宙發散，將所有行星、衛星和小行星都轉換成大型的電腦。也就是將宇宙中不會思考的物質轉換成能夠支持智慧生命體的基質。
- 库茨魏尔預測到了2099年，智慧機械生命體將會創造出跟行星一樣大的電腦。
- 宇宙「覺醒」的進程最快會於2199年完成。